# Mehdi Yagubi
Mohammad Mehdi Yagubi (en persa: محمدمهدی یعقوبی‎ ;Qazvin, Irán, 2 de abril de 1930-25 de septiembre de 2021) fue un deportista iraní especialista en lucha libre olímpica donde llegó a ser  subcampeón olímpico en Melbourne 1956.

## Carrera deportiva
Yaghoubi también compitió en los Juegos Olímpicos de Helsinki de 1952, donde fue eliminado por el luchador soviético Rashid Mohammadbekov con dos victorias contra luchadores egipcios y estadounidenses y una derrota técnica.
El Campeonato del Mundo de 1954 que se celebró en Tokio quedó en el quinto lugar.
En los Juegos Olímpicos de 1956 celebrados en Melbourne ganó la medalla de plata en lucha libre olímpica estilo peso gallo, tras el turco Mustafa Dağıstanlı (oro) y por delante del soviético Mikhail Shakhov (bronce).
En los Juegos Olímpicos de Roma de 1960, con dos victorias sobre los luchadores de San Marino y Corea del Sur, un empate contra un rival turco y una derrota ante el japonés Tadashi Asai terminó séptimo.

## Memorias
Mohammad Mehdi Yaghoubi afirma en sus memorias: Cambio de peso de 57 kg a 62 kg en 1958 y 1959 debido a la amistad por su ciudadanía con Shaban Baba Oladi. Participó en el Mundial de Sofía en el tercer peso (62 kg), en el que no logró clasificar, pero Shaban Baba Oladi en el segundo peso fue el cuarto.

## Honores y títulos nacionales
El resultado de Mohammad Mehdi Yaghoubi en el campeonato de lucha libre del país es ganar 4 medallas de oro y 2 de plata.
Mohammad Mehdi Yaghoubi
Medallas
Campeonato Nacional de Lucha Libre
Medalla de plata - Segundo lugar	Teherán 1329	52 kilogramos
Medalla de oro - Primer lugar	Tabriz 1331	57 kilogramos
Medalla de oro - Primer lugar	Isfahán 1332	62 kilogramos
Medalla de oro - Primer lugar	Mashhad 1333	62 kilogramos
Medalla de oro - Primer lugar	Qazvin 1334	57 kilogramos
Medalla de plata - Segundo lugar	Teherán 1337	62 kilogramos

## Muerte
Murió en el hospital la mañana del sábado 25 de septiembre a las 14 horas a causa de una enfermedad cardíaca crónica. El cuerpo de Mohammad Mehdi Yaghoubi fue enterrado el lunes 26 de septiembre de 2021, coincidiendo con Arbaeen Hosseini (AS), en el santuario de Behesht Fatemeh (AS) en Qazvin.